# Кореничко језеро
Кореничко језеро једно је од новијих вештачких језера које се налази на граници  атара села Бусура и Везичева, на територији општине Петровац на Млави. Смештено је у близини пута Свилајнац — Петровац на Млави и удаљено је око 20  од Свилајнца и 26  од Петровца.
На реци Бусур, шездесетих година 20. века формирана су два мања вештачка језера, Кореничко и Бусурско језеро. Главни разлог њиховог формирања био је спречавање штете коју ова река, услед бујичног карактера, у одређеним периодима године, причињавала околним њивама и насељима. Данас ова два мања језера чине водену површину од око 18 . 
Језеро карактерише природно окружење, без постојеће уређене плаже. У доброј мери га посећују риболовци, фотографи и љубитељи природе. 
Језеро је богато различитим врстама рибе, као што су: шаран, бабушка, амур, толстолобик, бодорка, деверика, лињак, сунчаница, црвенрепка и бандар. Kарактеришу га велики примерци шарана, бабушке и бандара, међу којима доминирају шарани са тежином до 20kg.